# Lubow kak lubow
Lubow kak Lubow (ros. Любовь как любовь) – rosyjski serial obyczajowy emitowany przez Pierwyj kanał od 14 marca 2006 do 29 czerwca 2007 i wyprodukowany przez spółkę Amedia Group. Odpowiednik polskiego serialu M jak miłość. Do tego momentu wyemitowano 320 odcinków.

## Fabuła
Bohaterami serialu jest rodzina Łobowów. Seniorzy rodu, Tatiana i Płaton, mieszkają w Biereżce i mają czwórkę dzieci. Najstarsza córka, Luba, jest w rzeczywistości córką Wadima Prorwy, przedsiębiorcy i pierwszej miłości Tatiany, o czym dowiaduje się dopiero po 40 latach; jest pielęgniarką i mieszka w pobliskim Kowryginie wraz ze swoim mężem Grigorijem Żiłkinem i synami-bliźniakami, Pietrem i Pawłem. Młodsza córka, Łarisa, jest sędzią i mieszka w Moskwie, gdzie samotnie wychowuje syna Gleba, którego ojciec Gierman, znany polityk, zjawiający się w życiu rodziny po paru latach, by nawiązać kontakt z chłopcem, uważającym dotąd swojego ojca za zmarłego; jej bliskim przyjacielem jest kolega z pracy, mecenas Oleg Mendelejew, w którym wkrótce się zakochuje. Najmłodsze dzieci, syn Lonia i córka Lika mieszkają jeszcze w rodzinnym domu, we wsi Biereżce.

## Obsada
| Aktor                | Rola                     | Odpowiednik w „M jak miłość”         |
| -------------------- | ------------------------ | ------------------------------------ |
| Łarisa Łużyna        | Tatjana Łobowa           | Barbara Mostowiak                    |
| Siergiej Nikonienko  | Płaton Łobow             | Lucjan Mostowiak                     |
| Irina Sienotowa      | Luba Żyłkina             | Maria Zduńska                        |
| Natalja Wasiljewa    | Łarisa Łobow             | Marta Wojciechowska (z.d. Mostowiak) |
| Iwan Żudkow          | Leonid Łobow             | Marek Mostowiak                      |
| Anastasija Sawosina  | Nastia Anmonowa – Łobowa | Hanka Mostowiak                      |
| Marija Burawlowa     | Lika Łobow – Prorwa      | Małgorzata Mostowiak                 |
| Aleksandr Szawrin    | Grigorij Żyłkin          | Krzysztof Zduński                    |
| Władimir Panczik     | Pietr Żyłkin             | Piotr Zduński                        |
| Artiom Panczik       | Pawieł Żyłkin            | Paweł Zduński                        |
| Sasza Koruczekow     | Gleb Łobow               | Łukasz Wojciechowski                 |
| Konstantin Kriukow   | Michaił Prorwa           | Michał Łagoda                        |
| Boris Szczerbakow    | Wadim Prorwa             | Zenon Łagoda                         |
| Artiom Osipow        | Oleg Mendelejew          | Jacek Milecki                        |
| Konstantin Konuszkin | Gierman Koniew           | Norbert Wojciechowski                |
| Jewgienija Kriegżdie | Katia Żyłkina            | Kinga Zduńska                        |
| Natalia Lukikecheva  | Irina Totskaya           | Katarzyna Wójcik                     |
| Vitaly Emashov       | Stefan                   | Stefan Muller                        |